# Kimi (unidad maya)

Glífo de códice que caracteriza al kimi

El kimi o cimi es el sexto día del sistema calendárico del tzolkin y simboliza a la muerte. Otras asociaciones con respecto a este día es el «rumbo norte», el color blanco y el dios A o dios de la muerte. Para los mayas el día Kimi era su día de muertos que, «al tener una diferente idiosincrasia, la veían como la representación del ciclo de la vida y del perdón».